# Uacife, o Turco
Uacife, o Turco (em árabe: وصيف التركي; romaniz.: Wasif al-Turki; m. 29 de outubro de 867) foi um general turco a serviço do Califado Abássida. Desempenhou papel central nos eventos que se seguiram ao assassinato de Mutavaquil em 861, conhecidos como a Anarquia em Samarra. Durante este período, ele e seu aliado Buga, o Jovem estavam frequentemente no controle efetivo dos assuntos da capital, e foram responsáveis pela queda de vários califas e oficiais rivais. Depois que Uacife foi morto em 867, sua posição foi herdada por seu filho Sale.

## Vida

### Primeiros anos
Uacife era originalmente um escravo (gulam) e pertencia à família Numã em Baguedade, onde trabalhou como armeiro. Em algum momento foi comprado pelo futuro califa Almotácime (r. 833–842), e logo ganhou destaque como membro do novo corpo turco dos abássidas. Quando Almotácime decidiu mudar sua capital para Samarra em 836, Uacife e seus seguidores se estabeleceram na nova cidade, tendo recebido lotes de terras adjacentes a Alhair. Em 838, Uacife participou da campanha de Amório de Almotácime, e é mencionado como comandante da guarda avançada do califa quando passaram pelos Portões da Cilícia. De acordo com Iacubi,também serviu como camareiro califal (hájibe). Durante o califado de Aluatique (r. 842–847), recebeu o acantonamento de Almatira em Samarra, que anteriormente estava na posse do desgraçado general Alafexim. Em 846, empreendeu uma expedição às áreas de Ispaã, Jibal e Fars, onde tentou impedir que um bando de curdos se infiltrasse na região. Depois que Aluatique morreu em 847, Uacife e outros oficiais de alto escalão e funcionários da corte se reuniram para escolher seu sucessor. O grupo finalmente concordou em selecionar Mutavaquil, e Uacife foi um dos primeiros a prestar juramento de fidelidade ao novo califa. Durante o reinado de Mutavaquil (r. 847–861), Uacife foi nomeado camareiro. O califa também confiou a irmã de Uacife, Suade, à guarda de seu filho Almuaiade.

### Assassinato de Mutavaquil e califado de Almontacir
Mutavaquil foi assassinado por membros de sua guarda turca em dezembro de 861. Uacife não era membro da equipe de assassinato, mas era uma figura central na trama. Atabari afirma que a conspiração foi planejada depois que Mutavaquil ordenou que as propriedades de Uacife em Ispaã e Jibal fossem tomadas em favor de Alfate ibne Cacane, e que o califa estava planejando matar Uacife e Buga, o Jovem, forçando os conspiradores a atacá-lo primeiro. De sua parte, Uacife estava ciente do plano e enviou cinco de seus filhos, incluindo Sale ibne Uacife, para ajudar os assassinos. A morte de Mutavaquil resultou na sucessão califal pelo filho mais velho do falecido, Almontacir. Durante seu curto reinado (r. 861–862), Uacife e Buga instaram o califa a cancelar os arranjos de sucessão de seu pai e depor os irmãos de Almontacir, Almutaz e Almuaiade, de sua posição como seus herdeiros. Os turcos temiam que se Almutaz se tornasse califa, buscaria vingança pela morte do pai e os eliminaria. Eles finalmente convenceram Almontacir a forçar seus irmãos a abdicar e, em vez disso, declarar seu próprio filho como seu sucessor. No início de 862, Uacife foi nomeado pelo califa para realizar uma grande campanha na fronteira bizantina. A decisão de selecionar ele foi supostamente obra do vizir Amade ibne Alcacibe Aljarjarai, um rival político que procurou remover o general de Samarra. Uacife parece não ter feito objeções à missão e liderou uma grande força até a fronteira, onde capturou uma fortaleza dos bizantinos.

## Desordem em Samarra e guerra civil
Durante a campanha na fronteira, Uacife soube da morte de Almontacir em junho de 862, e que uma cabala de oficiais turcos, incluindo Buga, havia selecionado Almostaim (r. 862–866) para sucedê-lo. Sendo incapaz de desempenhar qualquer papel no processo de seleção, Uacife decidiu continuar com a expedição por um tempo, mas no ano seguinte retornou a Samarra. Durante o primeiro ano do reinado de Almostaim, a administração foi dominada por seu vizir Utamixe. Quando este tentou excluir Uacife e Buga do poder, no entanto, os dois oficiais retaliaram incitando o exército contra ele. Essa estratégia acabou sendo bem-sucedida e Utamixe foi morto pelos maulas em junho de 863. Após sua morte, Uacife e Buga receberam novos poderes; Uacife foi nomeado governador de Alauaz e Buga foi nomeado sobre a Palestina. Uacife posteriormente também se tornou assistente administrativo de Almostaim, enquanto seu secretário tornou-se vizir.
No início de 865, Uacife e Buga ordenaram a morte de Baguir, o Turco, um oficial que estava conspirando contra eles. Baguir, no entanto, era popular entre os soldados turcos, e um tumulto eclodiu quando a notícia de seu destino se tornou conhecida. Vendo que não conseguiram recuperar o controle, Uacife, Buga e Almostaim partiram de Samarra e seguiram para Baguedade, onde foram recebidos por seu governador Maomé ibne Abedalá ibne Tair. Os soldados turcos, vendo que o califa os havia abandonado, decidiram depor Almostaim e jurar fidelidade a Almutaz, e um exército foi enviado para atacar Baguedade. Ao longo do ano seguinte, o Iraque central foi o local de combate entre os turcos de Samarra e as forças leais a Almostaim. Uacife e Buga ficaram ao lado do califa e participaram de batalhas para defender Baguedade, embora o comando geral do esforço de guerra de Almostaim estivesse nas mãos de Maomé ibne Abedalá.[a] No final de 865, no entanto, as esperanças de uma vitória de Almostaim diminuíram, e Uacife, Buga e Maomé decidiram forçar o califa a se render e abdicar, o que ele fez em janeiro de 866. Também negociaram com as forças de Almutaz para pôr fim à guerra. Como parte do acordo, foram prometidas novas posições a Uacife e Buga; Uacife seria nomeado governador sobre Jibal e Buga se tornaria governador do Hejaz.

### Sob Almutaz
Após a vitória de Almutaz, Uacife e Buga inicialmente permaneceram em Baguedade. O novo califa, no entanto, inicialmente assumiu uma atitude hostil em relação aos dois oficiais e ordenou a Maomé que retirasse seus nomes, juntamente com aqueles que haviam registrado, dos divãs. Quando Uacife e Buga descobriram em abril de 866 que um dos representantes de Maomé havia sido contratado para matá-los, ficaram na defensiva, reunindo suas tropas, comprando armas e distribuindo fundos em seus bairros. Então chamaram seus aliados para pressionar Almutaz para restaurá-los ao favor. Uacife subornou Almuaiade para falar positivamente ao califa sobre ele, enquanto Abu Amade ibne Mutavaquil falou em nome de Buga. Os soldados turcos também preferiram permitir que retornassem a Samarra. Em outubro de 866, receberam um convite do califa para vir à capital e, portanto, partiram à cidade. No mês seguinte, Almutaz os restaurou às posições que ocupavam antes de sua partida para Baguedade. Após seu retorno a Samarra, Uacife e Buga retomaram suas funções administrativas. Uacife ordenou o reparo da estrada de Meca e colocou Abu Alçaje Deudade no comando do projeto. Também nomeou o duláfida Abedalazize ibne Abu Dulafe como seu vice-governador em Jibal, e lhe enviou capas significando sua nomeação.
Em 29 de outubro de 867, os soldados turcos, juntamente com os regimentos Usrusania e Fariguina, se revoltaram, exigindo quatro meses de suas cotas. Buga, Uacife e Sima Axarabi saíram com uma centena de seus seguidores e tentaram acalmar a situação. Uacife disse aos desordeiros que não havia dinheiro para pagá-los, momento em que Buga e Sima decidiram partir. Os desordeiros então atacaram Uacife, cortando e esfaqueando-o. Foi então levado para uma residência próxima, mas os soldados o arrastaram e o golpearam com machados até quebrarem seus dois braços e o decapitarem, e sua cabeça foi colocada em cima de uma vara. Após a morte de Uacife, Almutaz confiou a Buga os deveres de Uacife. O filho de Uacife, Sale, também se tornou uma figura influente em Samarra até ser morto em 870.